# 希迈什哈佐
希迈什哈佐，是匈牙利巴兰尼亚州所辖的一个村。总面积17.54平方公里，总人口1098，人口密度62.6人/平方公里（2011年1月1日）。